# Massimo Ferrero
Massimo Ferrero (Roma, 5 agosto 1951) è un produttore cinematografico e imprenditore italiano.

## Biografia

### Gli inizi
Nasce a Roma, nel quartiere popolare di Testaccio. La nonna paterna è una soubrette dell'Ambra Jovinelli e recita con Macario, il padre Guglielmo e suo fratello sono autisti di autobus, mentre la madre ha un banco ambulante nel mercato a piazza Vittorio all'Esquilino. Poco avvezzo allo studio, da ragazzino spesso si reca di nascosto a Cinecittà con Giuliano Gemma che all'epoca faceva l'acrobata. Qui fa la sua prima comparsa nel 1958. Recita poi anche una piccola parte in Liolà al fianco di Giovanna Ralli (1963). Da ragazzino lavora ai Mercati Generali nello scarico delle merci. Nel frattempo trascorre sei mesi nel carcere minorile di Porta Portese, riferendo che la reale motivazione fossero le avance verso la figlia di una guardia. Lavora poi come corriere per un macellaio, come benzinaio (1967) e venditore ambulante di caffè al porto fluviale. Recita poi delle piccole parti ne Il tigre e Il profeta di Dino Risi (1968). Poco dopo viene preso da Gianni Morandi, conosciuto durante le riprese di Faccia da schiaffi, come suo autista sebbene non abbia la patente. Nel frattempo viene preso a lavorare nel cantiere di un suo vicino di casa che sta costruendo degli appartamenti a Borgo Ottavia: dopo poco tempo viene mandato via trascorrendo due giorni nel carcere di Regina Coeli per aver rischiato di ustionare un collega dopo avergli lanciato della calce addosso reagendo a una prepotenza.
A diciotto anni inizia la carriera nello spettacolo come segretario di produzione di Agostino Pane  e percorre un lungo iter, da factotum  sino a ricoprire il ruolo di direttore di produzione (dal 1974 al 1983) in film come A mezzanotte va la ronda del piacere e altri. Nel 1983 raggiunge la qualifica di organizzatore generale prima e produttore esecutivo successivamente (dal 1983 al 1998) in film come Miranda di Tinto Brass e Ultrà di Ricky Tognazzi ed altri, nel quale interpreta anche un piccolo cameo. Altro cameo nel film Camerieri del 1995, nel quale impersona Sem, il venditore di un levriero.
Ferrero è soprannominato Er Viperetta; secondo il suo racconto, questo soprannome non ha una connotazione negativa, essendogli stato dato da Monica Vitti dopo aver difeso l'attrice, nonostante la sua piccola statura, da un aggressore. Lo stesso Ferrero tuttavia in seguito ha smentito questa versione e nel suo libro autobiografico ha infine raccontato che il primo a dargli questo soprannome fu un costumista omosessuale che, rivelatosi masochista, godeva delle botte che Ferrero gli dava in reazione alle sue avances non ricambiate.

### Il matrimonio e i primi investimenti
Si sposa con Laura Sini, ereditiera dell'azienda casearia I Buonatavola Sini sita a Nepi, comune della provincia di Viterbo, che produce ed esporta i suoi prodotti negli Stati Uniti d'America. Con lei è contitolare di sei caseifici e dal matrimonio ha una figlia, Emma. Da un precedente matrimonio ha altre due figlie: Vanessa (a capo della Ellemme Group, organizzatore generale di film come Il ritmo della vita ed ex membro del CdA della Sampdoria) e Michela. Inoltre adotta due figli maschi. Recentemente dalla sua relazione con Manuela Ramunni nascono Rocco Contento nel 2013 e Oscar nel 2016.
Finanziato dalla Sini, nel 1998 lancia con la Blu Cinematografica il primo film prodotto da indipendente, Testimoni d'amore, che però non ripaga l'investimento. Con Libero Burro e La carbonara ci rimette un miliardo di lire, con Il dolce rumore della vita circa 800 milioni, con Il tempo dell'amore un miliardo e 600 milioni, infine tre milioni di euro con Io no del 2003, per il quale è costretto a vendere una casa. Fra i collaboratori della società ci sono Ricky Tognazzi, Simona Izzo, Francesco Venditti e Claudia Gerini. Ha spesso collaborato nelle sue produzioni Dino Giarrusso, oggi deputato al parlamento europeo.
Attraverso la Farvem Real Estate acquisisce poi, da Cinecittà Luce e dal tribunale, 60 sale cinematografiche per 59 milioni di euro (da una valutazione iniziale di 100 milioni).
Sulla Farvem piombano subito ingiunzioni di pagamento, cartelle esattoriali, precetti e varie cause. L'asset principale è il complesso residenziale di via Rutilio in zona Cinecittà, stimato 40 milioni di euro. Attraverso il Ferrero Cinemas Group (che fa capo al gruppo di famiglia Mediaport Cinema acquistato dallo Stato nel 2008 per 26,5 milioni) gestisce circa 30 sale nel centro di Roma, tra i quali lo storico teatro Adriano. Nel 2006 acquista i diritti del film Bye Bye Berlusconi! di Jan Henrik Stahlberg, presentato al Festival di Berlino 2006 nella sezione "Panorama Speciale", ma il film non verrà mai distribuito sia per non arrecare dispiacere a Silvio Berlusconi sia perché forse non ha trovato chi lo distribuisse. Dal 2009 è anche distributore cinematografico tramite Ellemme Group controllato dalle società inglesi Elmhold Limited e Artgold Limited e per il quale il consiglio di amministrazione della Rai chiede chiarimenti per l'assetto opaco. Fra i consiglieri figura l'ex deputato del PRC Pietro Folena.
Nello stesso anno attraverso FG Holding acquisisce la compagnia aerea di voli charter Livingston Energy Flight, che lavora per tour operator come I Viaggi del Ventaglio. Nel 2010 l'ENAC sospende la licenza di volo alla compagnia aerea e poco dopo il Tribunale di Busto Arsizio dichiara l'insolvenza della compagnia aerea, attivando la procedura di amministrazione straordinaria.

### Presidente della Sampdoria e attività negli anni 2010-2020
Ferrero si è sempre dichiarato appassionato di calcio, professandosi in particolare tifoso della Roma, che afferma di aver anche cercato di acquistare, al pari della Salernitana.
Il 12 giugno 2014 rileva a titolo gratuito da Edoardo Garrone la proprietà della Sampdoria, accollandosi circa 15 milioni di euro di debiti. L'acquisizione avviene tramite la finanziaria Sport Spettacolo Holding s.r.l. di Roma, avente un capitale sociale di 950.000 euro e un patrimonio netto di 6,7 milioni (e che include al suo interno anche le società cinematografiche Eleven Finance, V Production e Do & Go), controllata al 100% dalla Holding Max S.r.l. (costituita il 27 giugno 2014 con un capitale sociale di 1.000 euro, portato a 50.000 € il 6 maggio 2015), detenuta dalla figlia Vanessa all'80% e dal nipote Giorgio al 20%. Il patron uscente Garrone, che per qualche tempo mantiene l'1% delle quote societarie, risulta aver versato 36,5 milioni di euro in conto capitale, destinandone una parte all'azzeramento del debito, che al 31 dicembre 2014 risultava essere di 24,6 milioni di euro. A essi si aggiungono altri 28,9 milioni di euro versati in conto capitale della Sport Spettacolo Holding, portando l'esborso totale di Garrone destinato alla continuità aziendale della Sampdoria a un totale di 65,4 milioni di euro. Con l'uscita di Garrone, Sport Spettacolo Holding assomma il 99,96% delle azioni dell'U.C. Sampdoria, lasciando il restante 0,04% alla rete di piccoli investitori creata sotto la presidenza di Paolo Mantovani.
La prima fase della gestione Ferrero, grazie ai buoni risultati raggiunti dalla squadra genovese nella stagione 2014-2015, vale all'imprenditore romano una certa popolarità a livello nazionale, corroborata dallo stile istrionico e guascone delle sue dichiarazioni pubbliche. Esemplificativi della notorietà raggiunta sono la scelta del comico Maurizio Crozza, tifoso doriano, di iniziare a proporne l'imitazione all'interno dello show Crozza nel Paese delle Meraviglie. nonché la sua ospitata durante la terza serata del Festival di Sanremo condotto da Carlo Conti, il 12 febbraio 2015. Inoltre tra febbraio e aprile partecipa a quattro serate del Grand Hotel Chiambretti.
Nei mesi successivi Ferrero manifesta l'interesse per l'acquisto di un'ulteriore squadra di calcio, dapprima il Lecce, poi il Cosenza, ma entrambi i propositi non hanno seguito. Nello stesso periodo dà alle stampe il libro Massimo Ferrero - Una vita al massimo (ed è il minimo che posso dirvi), scritto a quattro mani con Alessandro Alciato. Destano l'attenzione dei media anche un video satirico del mese di ottobre 2015, ad opera del gruppo comico degli Actual, con la partecipazione dello stesso Ferrero che annuncia ironicamente la propria candidatura a sindaco di Roma, e il piccolo ruolo del sindaco di Torresecca da lui interpretato in Poveri ma ricchi di Fausto Brizzi.
La situazione della Sampdoria inizia però presto a deteriorarsi: da un lato, a febbraio 2015, il CdA blucerchiato approva un piano di risanamento valido fino al 2017-2018, che prevede di conseguire il pareggio nell'annata 2015-2016 per poi iniziare a fare profitti; d'altro canto, a giugno dello stesso anno, Ferrero risulta aver immesso nelle casse societarie solo 3 milioni di tasca sua e sotto forma di prestito.
Il 5 aprile 2017, a seguito della condanna definitiva a un anno e 10 mesi irrogatagli per il crac Livingston, la FIGC lo fa decadere dalla presidenza della Sampdoria, di cui comunque resta proprietario. Già il 19 dicembre dello stesso anno riesce però a tornare alla guida della società, previo invalidamento della decadenza; viene riconfermato in carica dal CdA il 28 dicembre 2018, allorché dichiara l'effettuazione di cospicui investimenti sia in giocatori che in immobili (segnatamente per potenziare l'Academy di Bogliasco) e presenta un bilancio in attivo di quasi 10 milioni di euro.
Gli anni successivi alla presidenza della Sampdoria sono però segnati dall'acuirsi delle difficoltà del club, con contestuale incrinamento dei rapporti con una parte della tifoseria, che inizia a contestarlo apertamente, soprattutto dopo che nel 2019 salta la cessione della società a un gruppo con base negli Stati Uniti, rappresentato dall'ex "bandiera" blucerchiata Gianluca Vialli.
Al termine della stagione 2020-2021, conclusa dalla Sampdoria al nono posto, la decisione dell'allenatore Claudio Ranieri di dimettersi, lamentando l'assenza di presupposti per continuare il rapporto, e la contestuale ambiguità riguardo al rinnovo o meno del contratto a diverse figure chiave dell'organigramma cooperano ad alimentare il disappunto dei supporter doriani, che ne chiedono apertamente le dimissioni. La rottura diviene definitiva allorché la Federclubs blucerchiata emette un duro comunicato contro il presidente, rivolgendo aspre critiche al suo operato e attaccandolo sul fronte della sua situazione giudiziaria.
Il 6 dicembre 2021, a seguito del suo arresto con l'accusa di reati societari e bancarotta fraudolenta, si dimette da presidente del club, senza però rimetterne la proprietà, la quale però un anno prima era stata rimessa a un trust, allo scopo dichiarato di tenerla separata dal resto delle attività di famiglia e per addivenire alla sua cessione. Il CdA nomina al suo posto l'ex calciatore blucerchiato Marco Lanna.
Il 30 maggio 2023 viene annunciato il passaggio della storica società genovese nelle mani di Andrea Radrizzani e Matteo Manfredi, che tramite il soggetto Blucerchiati srl sottoscrivono un prestito obbligazionario convertibile in azioni, in virtù del quale le quote in mano a Ferrero calano immediatamente al 48,29%, per poi ridursi al 21% alla fine del 2023.
Al 2025 conduce la trasmissione Non solo Sport su Radio Cusano, emittente di proprietà di Stefano Bandecchi, ex patron della Ternana e sindaco di Terni il cui partito Alternativa Popolare è stato finanziato da Ferrero.

## Controversie e procedimenti giudiziari
Il 12 giugno 2014 (lo stesso giorno in cui Massimo Ferrero acquista la Sampdoria), con il rito del patteggiamento il giudice dell'udienza preliminare condanna in via definitiva Massimo Ferrero ad un anno e 10 mesi per il reato di bancarotta fraudolenta, oltre al pagamento di parte dei debiti dovuti al fallimento della compagnia aerea Livingston Energy Flight.
Nell'ottobre dello stesso anno si fa scappare una frase razzista nei confronti del presidente indonesiano dell'Inter Erick Thohir, invitando l'ex presidente Massimo Moratti a cacciare "quel filippino". Nonostante le scuse ufficiali giunte in seguito, il 15 dicembre è inibito per tre mesi dal Tribunale Federale Nazionale, ma il 16 gennaio 2015 la Corte d'Appello Federale accoglie il ricorso in merito all'inibizione togliendola.
Il 6 marzo 2015 il Comune di Roma fa sgomberare l'ex Cinema Troisi di Trastevere perché secondo l'Assessorato al Patrimonio Ferrero non sarebbe il proprietario della sala, anche se lo stesso Ferrero sostiene di averlo acquistato dal Tribunale dopo il fallimento di Vittorio Cecchi Gori. Nello stesso periodo Ferrero querela il giornalista Mario Giordano per averlo citato nel suo libro Pescecani danneggiando la sua immagine accostandolo per la vicenda Livingston ai grandi personaggi indagati o condannati del panorama italiano.
A maggio dello stesso anno il PM Di Maio della Procura di Roma gli contesta l'omissione del versamento di IVA per 200.000 euro risalente al 2009 e riconducibile alla Blu Cinematografica.
Il 27 maggio 2015 prende il via un processo per dichiarazione infedele per 1.176.000 euro: per il PM Palazzi Ferrero nel 2009 avrebbe evaso l'IRES, l'imposta sul reddito delle società.
Nel frattempo l'ex moglie Laura Sini lo denuncia per truffa e minacce e lui risponde con una querela per calunnia.
Il 29 settembre dello stesso anno la Procura di Roma gli sequestra conti correnti (per il mancato pagamento di imposte relative alle aziende cinematografiche) e un appartamento ai Parioli (illegittimità del permesso di costruire per l'effettuazione di lavori contestati dagli altri inquilini) per un valore di complessivo di 1,2 milioni di euro. Il 26 ottobre il Tribunale del Riesame conferma il sequestro.
Il 4 febbraio 2016 il Tribunale di Busto Arsizio (VA) lo condanna a un anno e 10 mesi per distrazione di fondi per la vicenda del crack Livingston; la condanna è avvenuta dopo il patteggiamento e prevede l'affidamento ai servizi sociali oltre a 850.000 euro di risarcimento al Ministero dello sviluppo economico.
Il 21 settembre dello stesso anno viene indagato per violazione degli obblighi di assistenza familiare.

### Appropriazione indebita, truffa, autoriciclaggio e dichiarazione fraudolenta
Nel luglio 2017 viene indagato dalla Procura di Roma per appropriazione indebita e riciclaggio: avrebbe usato i conti correnti della Sampdoria per fini personali e per rimpinguare le casse di società dello spettacolo a lui riconducibili e della Livingston.
Il 28 novembre 2018 il GIP su richiesta della Procura emette un ordine di sequestro preventivo di beni nei confronti di Ferrero e di altri cinque indagati per un valore complessivo di 2,6 milioni di euro; dalle casse della Samp sarebbero spariti 1,2 milioni di euro ovvero parte dei soldi incassati per la cessione di Pedro Obiang nell’estate del 2015. Nel contempo la Procura della Federcalcio apre un fascicolo su di lui. A distanza di un mese il Tribunale del Riesame ordina il dissequestro dei beni per Ferrero e altri quattro indagati: la compagna Manuela, la figlia Vanessa, il nipote Giorgio e Andrea Diamanti (membro del CdA della Samp).
Il 3 luglio 2020 la Procura di Roma, in persona del Pubblico Ministero Maria Sabina Calabretta, chiede il rinvio a giudizio per Massimo Ferrero, accusato di aver sottratto un milione e 159.000 euro dalle casse della squadra dirottando sui conti di una sua società, la Vici Srl, parte della somma percepita dalla vendita del calciatore Pedro Obiang. I capi d'imputazione sono appropriazione indebita, truffa, autoriciclaggio e dichiarazione fraudolenta. Ad ottobre 2020 Massimo Ferrero, viene prosciolto dalle accuse dal GIP di Roma nell'ambito del procedimento che lo vedeva imputato per appropriazione indebita, autoriciclaggio e utilizzo di fatture false. Lo ha deciso il giudice Alessandro Arturi che, non accogliendo le richieste della Procura, ha anche assolto gli altri imputati che avevano optato per l'abbreviato (la figlia di Ferrero, Vanessa, il manager Andrea Diamanti, il nipote di Ferrero, Giorgio e il manager Marco Valerio Guercini). Gli imputati sono stati assolti con la formula piena "perché il fatto non sussiste".

### Bancarotta e reati societari
Il 6 dicembre 2021 Ferrero è stato arrestato dalla Guardia di Finanza nell'ambito di un'inchiesta della Procura della Repubblica di Paola per reati societari e bancarotta fraudolenta aggravata. Ferrero è stato trasferito nel carcere di San Vittore, mentre per altre cinque persone sono scattati i domiciliari, tra cui sua figlia e un nipote. Nell'ambito delle indagini a suo carico, sono state svolte perquisizioni in varie regioni, tra cui Lombardia, Lazio, Campania, Basilicata e Calabria. L'inchiesta non è legata a questioni calcistiche relative alla Sampdoria, bensì ai fallimenti di alcune società calabresi di Ferrero che operano nel settore alberghiero, turistico e cinematografico, nonché alla dubbia riferibilità di un fondo ("fondo Pkb") appartenente alla galassia di società di Ferrero, i cui amministratori erano, tuttavia, ancora ignoti.
L'ordinanza di custodia cautelare emessa dal GIP del Tribunale di Paola si basa, in particolare, su una serie di intercettazioni telefoniche e sulla circostanza di un finto furto - denunciato da Ferrero - di una Audi S8 all’interno della quale, secondo quello che Ferrero avrebbe fatto credere, «era custodita una borsa in pelle contenente tutta la documentazione contabile» delle quattro società fallite. Ciò al fine di impedire i controlli contabili su tali società. Nel capo di imputazione si contesta a Ferrero altresì la stipula di un contratto di leasing per una Ferrari modello F430 Spider, avvenuto mediante la distrazione di circa 200mila euro dal patrimonio sociale di una delle sue quattro società (che di lì a poco sarebbe effettivamente fallita). Il quadro generale, secondo gli investigatori della Guardia di Finanza, dimostrerebbe la situazione di profondo indebitamento di Ferrero: «gli stratagemmi finanziari messi in atto da Massimo Ferrero avevano come unico obiettivo quello di un arricchimento personale attraverso la creazione di società, poi messe in liquidazione, per non restituire il denaro ai creditori».
La misura carceraria si è resa necessaria, secondo il GIP, a fronte di «un concreto e gravissimo pericolo di commissione di delitti analoghi a quelli per cui si procede ( [...] ) appare infatti elevato il pericolo che, ove liberi di circolare sul territorio, gli indagati possano operare illecitamente in maniera sia diretta che mediata, anche attraverso contatti e comunicazioni reciproche e/o con terzi (...) tanto risulta alla evidenza dalla pluralità e dalle stesse modalità di commissione dei delitti connotate dall'inserimento di un contesto soggettivo ed oggettivo allargato, caratterizzato, da una notevole predisposizione di mezzi da un considerevole impegno in termini di attività gestoria e da una enorme numero di operazioni amministrative e contabili».
Il 9 dicembre, Ferrero - in videoconferenza dal carcere di San Vittore - si è avvalso, come anticipato, della facoltà di non rispondere innanzi al GIP di Paola. Nel frattempo, gli avvocati di Ferrero hanno depositato ricorso al Riesame di Catanzaro, come annunciato in precedenza, per chiedere la scarcerazione del proprio assistito. Il 23 dicembre, il Riesame ha accolto il ricorso di Ferrero, sostituendo la misura cautelare della custodia in carcere con quella degli arresti domiciliari. Il 1º aprile 2022 la Procura della Repubblica di Paola ha concluso le indagini a carico di Ferrero e gli ha notificato il relativo avviso di conclusione indagini, non ritenendo di dover archiviare il procedimento a suo carico. Il 23 maggio, al termine dell'udienza preliminare, il GUP presso il Tribunale di Paola ha disposto il rinvio a giudizio di Ferrero, revocando contestualmente gli arresti domiciliari a suo carico. Il processo con rito ordinario prende il via il 21 settembre e il 23 novembre si tiene la prima udienza. Il 6 dicembre seguente scadono le misure interdittive tra le quali il divieto di ricoprire incarichi sociali.

### Compravendite e truffa
Nel luglio del 2023 Ferrero, l'avvocato Antonio Romei e il direttore operativo della Sampdoria Alberto Bosco vengono indagati dalla Procura di Genova per false comunicazioni sociali, emissione di fatture per operazioni inesistenti e dichiarazione fraudolenta mediante uso di fatture per operazioni inesistenti in merito alle compravendite di alcuni giocatori relativi ai rapporti fra Juventus e Sampdoria: la plusvalenza maggiore riguarda Emil Audero. A Ferrero si contesta anche il reato di truffa per il conseguimento di erogazioni pubbliche negli anni 2019 e 2020 durante l'emergenza Covid-19 per 62 milioni di euro: per i magistrati avrebbe destinato parte di quei finanziamenti assistiti da garanzia pubblica "per scopi diversi da quelli in relazione ai quali la garanzia era stata concessa".

### Violazione dei sigilli
Nell'ottobre del 2023 viene raggiunto da una denuncia da parte del Tribunale di Roma per aver manomesso nel 2019 i sigilli a un immobile che gli era stato sequestrato ai Parioli con l'obiettivo di impedire l'accesso alla curatrice giudiziaria. Per lo stesso immobile peraltro Ferrero era già stato accusato di abuso edilizio per avere provato ad installare nell'attico una vasca per idromassaggio, a rifare i pavimenti e demolire i tramezzi, malgrado un divieto di ristrutturazione imposto dal direttore dell’Unità organizzativa tecnica del II Municipio nel 2011.

## Filmografia

### Direttore di produzione
- A mezzanotte va la ronda del piacere, regia di Marcello Fondato (1974)
- L'occhio del gatto, regia di Alberto Bevilacqua (1975)
- L'anatra all'arancia, regia di Luciano Salce (1976)
- Così come sei, regia di Alberto Lattuada (1977)
- Corleone, regia di Pasquale Squitieri (1978)
- L'ultimo nome, regia di Damiano Damiani (1979)
- Mani di velluto, regia di Castellano e Pipolo (1979)
- Marco Polo, regia di Giuliano Montaldo (1982)
- La tragedia di un uomo ridicolo, regia di Bernardo Bertolucci (1981)
- La chiave, regia di Tinto Brass (1983)
- Bertoldo, Bertoldino e Cacasenno, regia di Mario Monicelli (1983)
- Mery per sempre, regia di Marco Risi (1988)
- Ultrà, regia di Ricky Tognazzi (1991)
- Parenti serpenti, regia di Mario Monicelli (1992)

### Produttore esecutivo
- Il diavolo sulle colline, regia di Vittorio Cottafavi (1984)
- Il futuro è donna, regia di Marco Ferreri (1984)
- Miranda, regia di Tinto Brass (1985)
- La Storia, regia di Luigi Comencini (1985)
- Capriccio, regia di Tinto Brass (1986)
- The Barbarians, regia di Ruggero Deodato (1987)
- Arrivederci e grazie, regia di Giorgio Capitani (1987)
- Snack Bar Budapest , regia di Tinto Brass (1988)
- Francesco, regia di Liliana Cavani (1988)
- Ragazzi fuori, regia di Marco Risi (1990)
- Ultrà, regia di Ricky Tognazzi (1991)
- Felipe ha gli occhi azzurri, regia di Gianfranco Albano e Felice Farina (1991)
- Ostinato destino, regia di Gianfranco Albano (1992)
- Mille bolle blu, regia di Leone Pompucci (1993)
- Fermo posta Tinto Brass, regia di Tinto Brass (1995)
- Cuba Libre - Velocipedi ai tropici, regia di David Riondino (1996)
- Cuori al verde, regia di Giuseppe Piccioni (1996)
- Bambola, regia di Juan José Bigas Luna (1996)
- Le faremo tanto male, regia di Pino Quartullo (1998)

### Produttore
- Testimoni d'amore, regia di Giacomo Campiotti (1998)
- La vespa e la regina, regia di Antonello De Leo (1999)
- Libero Burro, regia di Sergio Castellitto (1999)
- La carbonara, regia di Luigi Magni (1999)
- Il dolce rumore della vita, regia di Giuseppe Bertolucci (1999)
- Il tempo dell'amore, regia di Giacomo Campiotti (1999)
- Tra(sgre)dire, regia di Tinto Brass (2000)
- Commedia sexy, regia di Claudio Bigagli (2001)
- Il papa buono - Giovanni XXIII, regia di Ricky Tognazzi (2003)
- Io no, regia di Ricky Tognazzi e Simona Izzo (2003)
- Intrigo a Cuba, regia di Riccardo Leoni (2004)
- Concorso di colpa, regia di Claudio Fragasso (2005)
- Ma l'amore... sì!, regia di Tonino Zangardi e Marco Costa (2006)
- Tutte le donne della mia vita, regia di Simona Izzo (2007)
- Così vanno le cose, regia di Francesco Bovino (2008)
- Sleepless, regia di Maddalena De Panfilis (2009)
- Shadow, regia di Federico Zampaglione (2009)
- Il ritmo della vita, regia di Rossella Izzo (2010)
- Il generale dei briganti , regia di Paolo Poeti (2011)
- Delitto d'amore, regia di Rossella Izzo (2014)
- Le frise ignoranti, regia di Antonello De Leo e Pietro Loprieno (2015)

### Attore
- Arrivano i titani, regia di Duccio Tessari (1962)
- Quelle strane occasioni, regia di Nanni Loy, Luigi Magni, Luigi Comencini (1976)
- Ultrà, regia di Ricky Tognazzi (1991)
- Camerieri, regia di Leone Pompucci (1995)
- Fermo posta Tinto Brass, regia di Tinto Brass (1995)
- Ti spiace se bacio mamma?, regia di Alessandro Benvenuti (2003)
- Tutte le donne della mia vita, regia di Simona Izzo (2007)
- Così vanno le cose, regia di Francesco Bovino (2008)
- Poveri ma ricchi, regia di Fausto Brizzi (2016)
- Vita da Carlo, regia di Carlo Verdone e Arnaldo Catinari (2021)